# Chartalisme
Cet article concerne la théorie monétaire moderne ou MMT. Pour les articles homonymes, voir MMT.
Le chartalisme, du latin charta signifiant « papier, écrit » est une formalisation théorique permettant d'expliquer le fonctionnement d'une économie moderne. Dans le chartalisme, la monnaie est principalement considérée comme un bon, un avoir, un coupon pour des taxes à payer. L'argent ainsi créé est appelé monnaie fiduciaire, sa valeur découle des taxes dont il permet de s'acquitter, puis du désir qu'ont les individus d'en épargner pour se les échanger avant même de payer ces taxes. L'État crée la monnaie en dépensant, et détruit cette monnaie en la taxant  : la fiscalité sert alors à revendiquer la monnaie et à contrôler la masse totale de monnaie en circulation. La fiscalité devient un outil monétaire essentiel au maintien de la valeur d’échange de la monnaie. Le chartalisme connait un approfondissement et un renouveau important depuis les années 1990 avec le néochartalisme ou théorie monétaire moderne.

## Histoire

### Chartalisme
La théorie originale fut développée par l’économiste Georg Friedrich Knapp au début du XXe siècle avec d’importantes contributions de la part du juriste Alfred Mitchell-Innes. En 1930, elle a influencé le Traité sur la monnaie de John Maynard Keynes. Pour insister sur le fait que cette monnaie résulte d'actes souverains, cette monnaie fiduciaire est souvent renommée monnaie souveraine, Knapp donne sa définition et l'appelle monnaie valuta : c'est le moyen de paiement définitif, c'est-à-dire n'impliquant aucun paiement ultérieur, au contraire des monnaies de crédit.

La portée empirique de cette théorie est très particulière : elle est universelle car il est impossible de ne pas décider en premier d'émettre cet artefact humain qu'est la monnaie, pour qu'ensuite on puisse ne dépenser que ce qu'on a acquis ; mais elle est presque aussi universellement méconnue au point que, le plus souvent, le souverain s'encombre de contraintes artificielles, comme la convertibilité en or à taux fixe, ou de l'emprunter au préalable.
Ces contraintes supplémentaires n'influent pas sur les mécanismes de création et de destruction monétaire, uniquement sur les décisions de le faire. Ainsi, un souverain peut décider de cesser d’émettre de la monnaie simplement parce qu'il s'effraie de la faiblesse de la couverture en or de sa monnaie. Il peut aussi recouvrer sa pleine souveraineté simplement en refusant de promettre une quantité fixe d'or pour chaque unité monétaire, par exemple à l'occasion d'une guerre. Knapp avait prévu avec sept décennies d'avance que ce ne serait pas éternellement temporaire et réservé aux crises, mais deviendrait la règle, et il le déplorait.

### Néochartalisme
Divers auteurs sont parvenus à leur tour jusqu'aux découvertes de Knapp, mais avec un grand enthousiasme. Warren Mosler le fit grâce à son expérience de financier américain et l'appela soft currency economics (science économique de la monnaie douce, littéralement). Le professeur australien William Francis "Bill" Mitchell L. Bill Mitchell le fit en recherchant les conditions du plein emploi, et l'appela Modern Monetary Theory (Théorie Monétaire Moderne ou MMT). L. Randall Wray (en) le fit en redécouvrant les travaux de Knapp, via Keynes, et l'appela Neochartalism mais reprit plus tard à son compte le terme Modern Monetary Theory avec les autres professeurs américains l'ayant rejoint.
Il semble donc que l'appellation de ce jeune courant de pensée (initié dans les années 1990) formé de la fusion de ces différentes approches semblables se stabilise autour de Modern Monetary Theory. Toutefois, c'est comme neochartalism qu'il fut publicisé par The Economist. Le terme néochartalisme a été proposé mais ce courant est désormais souvent désigné par une traduction directe du nom anglais, la théorie monétaire moderne.
Les néochartalistes se sont encore nourris de précurseurs ayant fait en leur temps la redécouverte des trouvailles de Knapp, comme Abba Patchya Lerner après-guerre en poursuivant la quête de stabilité économique de Keynes, et sa finance fonctionnelle. Ce dernier était alors si hégémonique que des libéraux aussi fermement convaincu que Milton Friedman ont prôné la création monétaire souveraine pure et simple.

## Fonctionnement
Basile Moore, l'une des sources qui ont conflué dans le néochartalisme, décrit deux visions opposées de la nature de la monnaie : l'une horizontale ou bancaire, l'autre verticale ou étatique, dans Horizontalists and Verticalists. Le néochartalisme combine les deux.

### Transactions verticales
Sont ainsi appelées toutes les transactions impliquant l'État, c'est-à-dire principalement le Trésor, et éventuellement la Banque Centrale. Peu importe ici que l'autre partie soit nationale ou étrangère, ce qui compte c'est que l'un soit émetteur de la monnaie souveraine, alors que l'autre n'est qu'utilisateur de cette monnaie. De manière inhérente à la construction comptable, la dépense nette de l'État ajoute son montant à la trésorerie de l'utilisateur de la monnaie, et la recette nette de l'État ôte son montant à la trésorerie de l'utilisateur de la monnaie ; on dit que le déficit public est enregistré comme actif net supplémentaire pour les autres secteurs, et qu'à l'inverse, le surplus budgétaire de l'État est enregistré comme diminution des actifs nets des autres secteurs.
Aussi, par définition, le revenu net de l'État, celui du secteur privé et celui de l'étranger s'annulent : (T - G) + (S - I) - BC = 0, avec T les recettes de l'État, G ses dépenses, S l'épargne privée, I l'investissement privé, et BC la balance courante donnant le revenu net dégagé par l'économie nationale sur l'étranger (il faut donc l'inverser pour avoir le revenu net de l’étranger). C'est une équation comptable, et non une équation de modélisation économique, elle est universellement vérifiée. On peut la lire ainsi : (S - I) = (G - T) + BC, c'est-à-dire que l'épargne privée nette est égale à la somme du déficit public et de la balance courante, donc que le secteur privé ne peut épargner que si un État s'autorise un déficit ou si l'étranger est lui-même en déficit.
Cette constatation va à l'encontre de l'opinion dominante affirmant que l'État doit rembourser tôt ou tard ses déficits budgétaires. Il faut un déficit pour monétariser une économie, un déficit pour financer la croissance, et encore un déficit pour financer l'épargne du secteur privé lorsqu'il souhaite rembourser ses dettes avant de croître à nouveau. Il se peut qu'il soit souhaitable, pour un néochartaliste, que le budget public fasse un surplus (l'inverse d'un déficit), mais en pratique, ce sera éphémère, de faible volume, et en aucun cas la somme de tous les surplus budgétaires n'égaliseront la somme de tous les déficits précédents. Voici le cas des États-Unis résumé par le professeur Wray :
« À une brève exception près, le gouvernement fédéral a été endetté chaque année depuis 1776. En janvier 1835, pour la première et seule fois de toute l’histoire des États-Unis, la dette publique fut éliminée, et un surplus budgétaire fut maintenu les deux années suivantes pour accumuler ce que le Secrétaire au Trésor Levi Woodbury appela « un fonds pour faire face aux futurs déficits. » En 1837 l’économie s’effondra en une grande dépression qui mit le budget en déficit, et le gouvernement a toujours été endetté depuis. Depuis 1776 il y eut exactement sept périodes de surplus budgétaires substantiels avec une réduction significative de la dette. De 1817 à 1821 la dette nationale baissa de 29 % ; de 1823 à 1836 elle fut éliminée (les efforts de Jackson) ; de 1852 à 1857 elle chuta de 59 %, de 1867 à 1873 de 27 %, de 1880 à 1893 de plus de 50 %, et de 1920 à 1930 d’environ un tiers. Bien sûr, la dernière fois que nous avions un surplus budgétaire était durant les années Clinton. Je ne connais pas de ménage qui fut capable d’avoir un budget en déficit pendant approximativement 190 des 230 et quelques dernières années, et d’accumuler des dettes virtuellement sans limite depuis 1837.

Les États-Unis ont également connu six périodes de dépression. Les dépressions commencèrent en 1819, 1837, 1857, 1873, 1893, et 1929. (Ne remarquez-vous rien ? Jetez un œil aux dates listées au-dessus.) À l’exception des surplus de Clinton, chaque réduction significative de la dette en cours fut suivie d’une dépression, et chaque dépression fut précédée par une réduction de dette significative. Le surplus de Clinton fut suivi par la récession de Bush, une euphorie spéculative, et maintenant l’effondrement dans lequel nous nous trouvons. Le jury délibère encore pour savoir si nous pourrions réussir à en faire une nouvelle grande dépression. Bien qu’on ne puisse jamais éluder la possibilité d’une coïncidence, sept surplus suivis par six dépressions et demi (avec encore quelque possibilité pour en faire la parfaite septième) devrait faire hausser quelques sourcils. Et, au passage, nos moins graves récessions ont presque toujours été précédées par des réductions du budget fédéral. Je ne connais aucun cas de dépression engendrée par un surplus du budget des ménages. »
— L. Randall Wray, traduction., source.
Cette histoire traverse divers systèmes monétaires (étalon or, étalon change or, monnaie souveraine) et on peut y constater le hiatus entre la nature irrévocablement néochartaliste de la monnaie de l'État et l'utilisation que l'État en fait dans le cas de la dépression de 1837 : non seulement les surplus budgétaires ont totalisé tous les déficits en 1835, mais le Trésor accumula encore deux années de surplus, jusqu'à la dépression de 1837. Cela s'explique par le fait que le système adopté était celui de l'étalon-or, donc, l'État pouvait épuiser son secteur privé à lui fournir inutilement de l'or, drainant la trésorerie du secteur privé, alors même qu'il n'y avait de risque futur de défaut étatique que par ce choix de l'or. Comme toujours, lorsque l'économie devient trop fragile, les agents économiques simples utilisateurs de la monnaie restreignent leurs dépenses de peur de faire faillite à leur tour, ce qui perpétue la dépression.
Dans le cas d'une monnaie souveraine (l'état ne s'est pas encombré d'un autre moyen de paiement définitif dans lequel sa monnaie est convertible à taux fixe et dont il n'est pas l'émetteur, c'est-à-dire dans lequel il s'est mis en position de faire éventuellement défaut), il n'aurait pas été possible d'arriver jusqu'en 1835, car la monnaie souveraine perdue (pièce de monnaie dans la nature, billet brûlé par Serge Gainsbourg) ou farouchement épargnée n'aurait pas pu être récupérée....
Fondé sur ces constatations, le néochartalisme recommande un budget fortement contra-cyclique, une monnaie fiduciaire dont l'État dispose du monopole d'émission, la taxation en cette seule monnaie, de ne jamais administrer des plans d'austérité en période de crise mais de faire des stimulus. Elle prône également, pour que les stabilisateurs soient encore plus efficaces, l'instauration d'une agence d'État employeuse type WPA chargée d'employer à salaire universel fixe tous ceux qui le désirent, ce qui constituerait un stock-tampon d'employés pour le privé bien plus efficace et plus humain que la masse actuelle des chômeurs… Cette dernière, dénommée Job Guarantee (JG) ou Employer of Last Resort (ELR) en anglais est généralement traduite par Employeur en Dernier Ressort (EDR) en français.

### Transactions horizontales
Sont ainsi appelées les transactions entre utilisateurs de la monnaie souveraine, par exemple les transactions entre banques commerciales. De manière inhérente à la construction comptable, les crédits accordés entre utilisateurs de la monnaie ont un solde global nul : il n'est pas possible de créer une épargne nette par paiement ou par crédit. Le crédit influe uniquement sur la vitesse de la monnaie, sur le nombre de transactions payées avec la même monnaie, exactement de la même manière que le marché à terme peut échanger de nombreuses fois une même matière première depuis son embarquement jusqu'à sa livraison sans qu'elle en soit démultipliée physiquement pour autant. De même, les banques accordent des crédits qui ne sont que des droits à tirer sur leur trésorerie en monnaie souveraine.
Si les banques promettent trop de crédit par rapport à leur trésorerie, seul l'état peut leur épargner la faillite. C'est justement un des rôles de la banque centrale que de racheter à ces banques des bons du Trésor pour fournir de la trésorerie aux banques commerciales nécessiteuses, et de vendre ces bons du trésor lorsque les banques commerciales ont plus de trésorerie que de possibilité de prêt, et menacent donc de sous-enchérir jusqu'à laminer leurs marges ou produire des bulles spéculatives en prêtant au-delà du raisonnable, avec tous les risques de défaut que ces mauvais prêts encourent, ainsi que de déstabilisation économique. Le crédit est dit passif, ou endogène, c'est-à-dire qu'il suit les fluctuations du cycle économique, et que la capacité de la banque centrale à en faire une politique active de relance est quasi nulle.
C'est une chose régulièrement vérifiée par l'expérience, et encore récemment confirmée par la Banque des règlements internationaux par exemple. Au plus, lorsque l'activité faiblit et que le Trésor refuse de laisser son déficit accommoder l'économie, la Banque centrale peut faciliter le surendettement en baissant ses taux. La chose est si frappante dans le cas d'une crise profonde, forte récession ou dépression, qu'elle a donné le concept de trappe à liquidité.
Un exemple historique flagrant illustrant la véracité du néochartalisme est le cas du Japon. Depuis l'éclatement de sa bulle immobilière dans les années 1990, ce pays s'est enfoncé dans une lente déflation. De 2003 à 2010 les prix baissèrent de 1 % en moyenne, son PIB a décru de 1 %, et le taux d'emploi a baissé de 1,1 point, tout cela malgré un déficit de 5,6 % du PIB par an en moyenne et une dette publique gagnant les 200 % du PIB.
Une politique d'assouplissement quantitatif entreprise par la Banque du Japon, la banque centrale japonaise, de mars 2001 à 2005 environ, n'a pas relancé l'économie, c'est-à-dire que le niveau des prix a conservé sa tendance légèrement baissière, les taux d'intérêt interbancaire ont chuté jusqu'à zéro en raison de ces réserves excessives, les auteurs japonais d'un rapport précoce de la BRI sur ce sujet ont dû reconnaître très vite que « nos analyses suggèrent que l'ordre de grandeur de tels effets [d'expansion économique] est très incertain et très faible.». En d'autres mots, l'assouplissement quantitatif redécouvre la passivité, l'endogénéité du crédit,  son rôle uniquement d'amplification des cycles économiques et non d’entraînement. Seule la monnaie souveraine peut renflouer et étendre une économie, c'est-à-dire améliorer sa solvabilité ; les banques centrales ne peuvent gérer que les problèmes ayant présidé à leur création : les problèmes de liquidité.